# Калинівська селищна рада (Попаснянський район)
| Калинівська селищна рада — орган місцевого самоврядування у Попаснянському районі Луганської області з адміністративним центром у смт Калинове. Історична дата утворення: в 1938 році. Водоймища на території, підпорядкованій даній раді: річки Лугань, Ломоватка, Санжарівка. Селищній раді підпорядковані населені пункти: - смт Калинове - с. Калинове-Борщувате - с. Новоолександрівка |

## Склад ради
Рада складається з 20 депутатів та голови.

### Керівний склад ради
| ПІБ                           | Основні відомості                                                        | Дата обрання | Дата звільнення |
| ----------------------------- | ------------------------------------------------------------------------ | ------------ | --------------- |
| Вертепа Володимир Миколайович | Селищний голова, 1946 року народження, освіта, член Партії регіонів      | 26.03.2006   | 31.10.2010      |
| Карцев Микола Сергійович      | Селищний голова, 1949 року народження, освіта вища, член Партії регіонів | 31.10.2010   |                 |

Примітка: таблиця складена за даними джерела